# Pseudoespectre
En matemàtiques, el pseudoespectre d'un operador és un conjunt que conté l'espectre de l'operador i els valors que són "gairebé" valors propis. El pseudoespectre resulta particularment útil per a entendre els operadors no normals i les seves funcions pròpies.
El {\displaystyle \epsilon }-pseudoespectre d'una matriu {\displaystyle A} està constituït per tots els valors propis de les matrius {\displaystyle \epsilon }-properes a {\displaystyle A}:
{\displaystyle \Lambda _{\epsilon }(A)=\{\lambda \in \mathbb {C} \mid \exists x\in \mathbb {C} ^{n}\setminus \{0\},\exists E\in \mathbb {C} ^{n\times n}\colon (A+E)x=\lambda x,\|E\|\leq \epsilon \}.}
Els mètodes numèrics per al càlcul dels valors propis d'una matriu cometen errors a causa de l'arrodoniment i altres factors. Aquests errors poden descriure's mitjançant la matriu {\displaystyle E}.
De forma més general, considerant espais de Banach {\displaystyle X,Y}, pot definirse el {\displaystyle \epsilon }-pseudoespectre de l'operador {\displaystyle A:X\to Y} (denotat per {\displaystyle {\text{sp}}_{\epsilon }(A)}) de la següent manera:{\displaystyle {\text{sp}}_{\epsilon }(A)=\{\lambda \in \mathbb {C} \mid \|(A-\lambda I)^{-1}\|\geq 1/\epsilon \},}on, per conveni, es considera {\displaystyle \|(A-\lambda I)^{-1}\|=\infty } si {\displaystyle A-\lambda I} no és invertible.